# Mathieu Guibolo Fanga
Mathieu Guibolo Fanga né en 1987 à Biliam dans le Mayo-Kebbi Est est un magistrat et homme politique tchadien. Il est ministre du Commerce et de l'Industrie depuis le 27 mai 2024.

## Biographie
Guibolo Fanga Mathieu est né le 12 août 1987 à Biliam Oursi dans le Mayo-Kebbi Est. Il est magistrat, juriste de formation, et a été procureur de la République, directeur technique au secrétariat général du Gouvernement, directeur de Cabinet et directeur technique au ministère du Pétrole, des Mines et de l'Énergie avant d'être nommé secrétaire général dans le même département. Il a occupé plusieurs postes de conseiller juridique dans l'administration notamment à la Société nationale d'électricité, à la Primature,...,.
Guibolo Fanga Mathieu rejoint le Conseil constitutionnel en janvier 2024. Pendant la cérémonie d’investiture du président Mahamat Idriss Déby, il est l'un des deux membres du Conseil constitutionel à l'avoir conduit dans la salle.
Il est nommé ministre du Commerce et de l'Industrie le 27 mai 2024 dans le gouvernement Halina I,. Il est reconduit au même poste dans le gouvernement Halina II.